# Audrey Tcheuméo

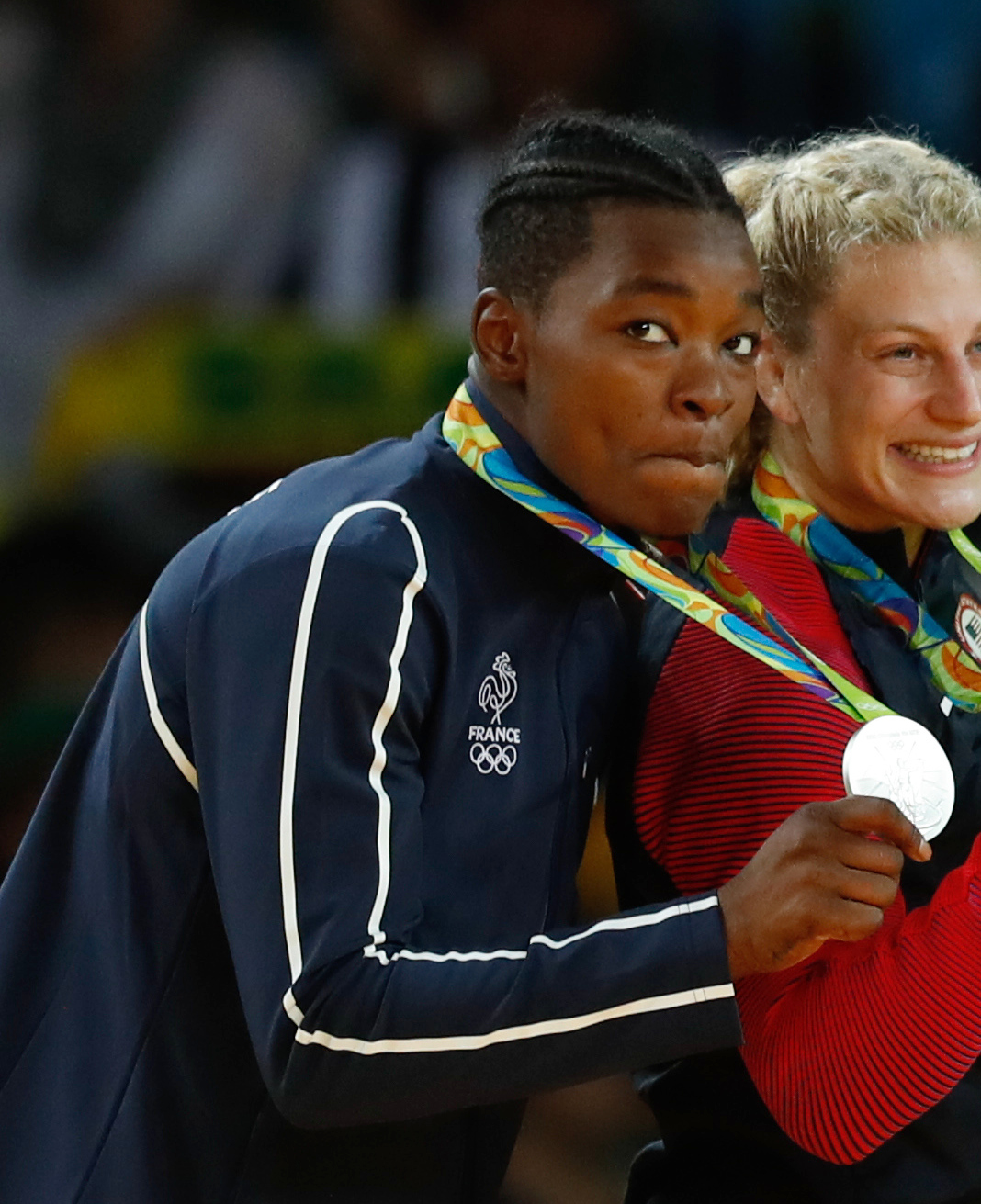
Audrey Tcheuméo (und am Bildrand Kayla Harrison) bei der Siegerehrung 2016 in Rio de Janeiro

Audrey Tcheuméo (* 20. April 1990 in Bondy) ist eine französische Judoka. Sie gewann zwei olympische Medaillen und war Welt- und Europameisterin.

## Sportliche Karriere
Die 1,77 m große Judoka startet im Halbschwergewicht (bis 78 kg). Sie nimmt seit 2006 an internationalen Turnieren teil. 2008 wurde sie Junioreneuropameisterin, bei den Juniorenweltmeisterschaften 2008 unterlag sie im Finale der US-Judoka Kayla Harrison. 2009 gewann sie den Titel sowohl bei den Junioreneuropameisterschaften als auch bei den U23-Europameisterschaften. 2010 siegte sie erstmals bei französischen Meisterschaften, weitere Titel folgten 2011 und 2014, wobei sie 2014 im Schwergewicht antrat.
Bei den Judo-Europameisterschaften 2011 in Istanbul gewann sie ihren ersten internationalen Titel in der Erwachsenenklasse, als sie im Finale ihre Landsmännin Lucie Louette bezwang. Die Judo-Weltmeisterschaften 2011 fanden in Paris statt. Im Halbfinale siegte sie über Kayla Harrison und im Finale über die Japanerin Akari Ogata. 2012 unterlag sie im Finale der Europameisterschaften in Tscheljabinsk der Ungarin Abigél Joó. Bei den Olympischen Spielen 2012 in London verlor Tcheuméo im Halbfinale gegen die Britin Gemma Gibbons, den Kampf um Bronze gewann sie gegen Abigél Joó.
2013 unterlag Tcheuméo im Halbfinale der Europameisterschaften in Budapest der Slowenin Anamari Velenšek, nach einer weiteren Niederlage gegen die Niederländerin Marhinde Verkerk belegte Tcheunéo den fünften Platz. Mit der französischen Equipe gewann sie die Silbermedaille im Mannschaftswettbewerb. Bei den Weltmeisterschaften 2013 in Rio de Janeiro verlor sie im Viertelfinale gegen die Kanadierin Catherine Roberge, kämpfte sich dann aber mit zwei Siegen in der Hoffnungsrunde zur Bronzemedaille durch. Im Jahr darauf fanden die Europameisterschaften 2014 in Montpellier statt. Vor heimischem Publikum gewann Tcheuméo sowohl im Einzel- als auch im Mannschaftswettbewerb. Bei den Weltmeisterschaften 2014 in Tscheljabinsk unterlag Tcheuméo im Finale der Brasilianerin Mayra Aguiar, zwei Tage darauf siegte die französische Equipe im Mannschaftswettbewerb. 2015 belegte Tcheuméo sowohl bei den Europa- als auch bei den Weltmeisterschaften den fünften Platz.
2016 erkämpfte sie bei den Europameisterschaften in Kasan den Titel durch einen Finalsieg über die Niederländerin Guusje Steenhuis. Im Halbfinale der Olympischen Spiele 2016 in Rio de Janeiro bezwang Audrey Tcheuméo die Brasilianerin Mayra Aguiar. Im Finale gewann die Amerikanerin Kayla Harrison und die Französin erhielt die Silbermedaille. Bei den Europameisterschaften 2017 in Warschau gewann Tcheuméo das Finale gegen Steenhuis. Vier Monate später belegte sie bei den Weltmeisterschaften in Budapest den siebten Platz. Im Finale der Europameisterschaften 2018 in Tel Aviv standen sich mit Madeleine Malonga und Audrey Tcheuméo zwei Französinnen gegenüber, Malonga gewann den Titel.
Nach einigen schwächeren Jahren und der Zwangspause wegen der COVID-19-Pandemie wurde Tcheuméo 2021 Fünfte der Europameisterschaften in Lissabon. Im gleichen Jahr siegte sie bei den Militärweltmeisterschaften und den französischen Landesmeisterschaften. Anfang 2022 gewann sie das Grand-Slam-Turnier in Paris mit einem Finalsieg über die Japanerin Mami Umeki. Ein Jahr später gewann sie das Turnier erneut, diesmal bezwang sie im Finale ihre Landsfrau Chloe Buttigieg Dollin. Im April 2023 siegte sie auch beim Grand Slam in Antalya, hier schlug sie im Finale die Japanerin Shori Hamada. Bei den Weltmeisterschaften 2023 in Doha bezwang sie Shori Hamada im Viertelfinale und besiegte im Halbfinale die Niederländerin Guusje Steenhuis. Im Finale unterlag sie der Israelin Inbar Lanir. Im April 2024 bei den Europameisterschaften in Zagreb besiegte sie im Viertelfinale die deutsche Titelverteidigerin Alina Böhm. Nach einem Halbfinalsieg über Inbar Lanir gewann sie im Finale gegen die zweite Deutsche Anna-Maria Wagner.